# Lingue baltiche
Le lingue baltiche sono un gruppo di lingue che appartengono alla famiglia delle lingue indoeuropee, parlate soprattutto nell'area ad est e a sud-est del Mar Baltico nell'Europa settentrionale. Il gruppo linguistico viene generalmente diviso in due sottogruppi: il baltico occidentale, che contiene solo lingue morte, e il baltico orientale, che contiene sia lingue estinte sia le due maggiori lingue viventi del gruppo: il lituano e il lettone. Anche se imparentati, il lituano, il lettone e l'antico prussiano (quest'ultimo ormai estinto) differiscono notevolmente nel lessico e non sono mutuamente intelligibili; tra essi, l'antico prussiano è ritenuto la lingua baltica più arcaica. Alcuni linguisti connettono questo gruppo con il gruppo delle lingue slave, in un discusso gruppo di lingue balto-slave. Si ritiene che il lituano sia una delle lingue più arcaiche e conservative nella famiglia indoeuropea.

## Gruppi
Le lingue baltiche si suddividono in due gruppi:
Lingue baltiche occidentali †
- Galindico †
- Antico prussiano †
  - Prussiano †
- Jatvingico †
- Scalvico †

Lingue baltiche orientali
- Lettone (~2 milioni di locutori)
  - Curlandese antico † (generalmente viene considerato un dialetto del lettone)
    - Curlandese moderno (quasi morto; lo status di lingua occidentale o orientale è in discussione)

  - Letgallo (150.000 locutori; generalmente viene considerato un dialetto del lettone)
  - Livone †
- Lituano (~3.9 milioni di locutori)
  - Samogitico (generalmente viene considerato un dialetto del lituano)
- Selonico †
- Semigallico †

(†: Lingua morta)
Non c'è accordo finora se il curlandese appartenga al gruppo baltico occidentale o orientale. Secondo un'opinione non indiscussa si trattava precedentemente di una lingua baltica occidentale, che in seguito mutò nel tipo baltico orientale tramite l'influsso delle altre lingue orientali.
Tutte queste lingue si sono estinte nel XVI secolo e XVII secolo con l'eccezione del lettone, del lituano e del curlandese. Di quest'ultimo vivevano appena 8 parlanti nel 2004.
Le lingue estone e livone, parlate ugualmente nel Baltico, non sono lingue baltiche ma lingue ugro-finniche.
Il prussiano antico, parte del gruppo baltico occidentale, è considerato particolarmente arcaico. Le sue attestazioni sono molto scarse, il che ne rende difficile una descrizione accurata dal punto di vista grammaticale. Oltre alla sua relazione con le lingue baltiche orientali mostrava molte particolarità che non sono presenti in lettone e lituano.
Le lingue baltiche prese singolarmente sono così diverse che non sono facilmente comprensibili l'una dall'altra. Il lituano è molto più arcaico del lettone, che ha subito maggior influenza dal tedesco, dalle lingue scandinave e dal russo.

## Distribuzione geografica
I locutori delle moderne lingue baltiche sono generalmente concentrati all'interno dei confini della Lituania e della Lettonia, e nelle comunità di immigrati negli Stati Uniti, in Canada, in Australia e nell'ex Unione Sovietica. Storicamente queste lingue venivano parlate su un'area molto più larga: Ad ovest fino alla foce della Vistola nell'odierna Polonia, ad est fino al Dniepr nell'odierna Bielorussia, forse fino alla regione di Mosca, e a sud forse fino a Kiev. Tracce della presenza delle lingue baltiche in queste regioni si trova negli idronimi (nomi di corsi d'acqua e mari) tipicamente baltici in queste regioni. L'uso degli idronimi è generalmente accettato per determinare l'estensione dell'influenza di queste culture ma non per datare questa stessa influenza. L'espansione storica delle lingue slave a sud e ad ovest e l'espansione delle lingue germaniche da ovest verso est ridusse la distribuzione geografica delle lingue baltiche ad una frazione dell'area che avevano ricoperto in precedenza.

## Storia

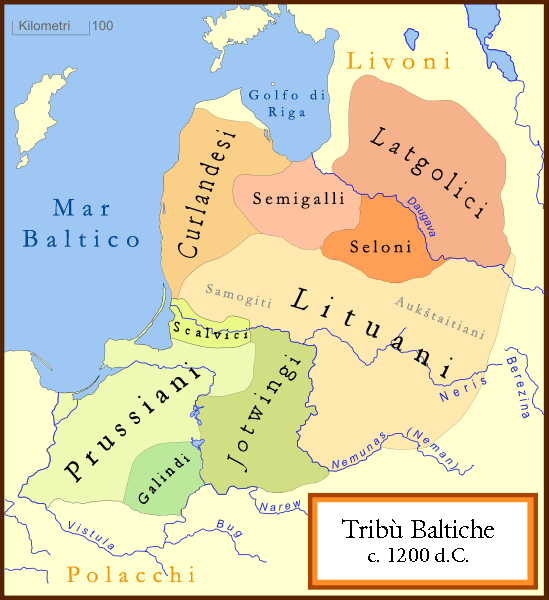
Le tribù baltiche nel Medioevo

Nonostante varie tribù baltiche fossero state menzionate già dal 98 a.C., la prima attestazione di una lingua baltica viene datata intorno al 1350, con la creazione del Dizionario Prussiano di Elbing (oggi Elbląg), un dizionario di traduzione dal tedesco al prussiano. Si ritiene inoltre che le lingue baltiche siano tra le più arcaiche delle rimanenti lingue indoeuropee, nonostante la loro tarda attestazione. Hanno conservato una serie di caratteristiche iniziali delle lingue indoeuropee, in particolare un utilizzo particolare della flessione, che in molte altre lingue in questo campo è scomparso. Il lituano inoltre si rivela particolarmente conservativo per quanto riguarda l'intonazione sillabica, in modo particolare ne è significativa l'opposizione tra intonazione acuta e intonazione circonflessa, che può avere importanti conseguenze sulla sede dell'accento. Tra le lingue europee sono quelle che più assomigliano alle lingue indiane settentrionali, come il sanscrito, il pali e l'hindi.
Il lituano è stato attestato la prima volta in una traduzione di un inno nel 1545; il primo libro stampato in lituano, un catechismo di Martynas Mažvydas venne pubblicato nel 1547. Il lettone apparve in un inno nel 1530 ed in un catechismo stampato nel 1585. Una ragione per la tarda attestazione è che i popoli baltici resistettero alla cristianizzazione più a lungo di altri popoli europei, cosa che ritardò l'introduzione della scrittura e isolò le lingue baltiche da influenze esterne.
Con la formazione di uno stato tedesco in Prussia e lo spostamento forzato di gran parte della popolazione baltica prussiana nel XIII secolo, i prussiani vennero pian piano assimilati, e alla fine del XVII secolo la loro lingua era ormai estinta.
Durante gli anni della Confederazione Polacco-Lituana (1569-1795), i documenti ufficiali venivano scritti in polacco, ruteno e latino, relegando il lituano al ruolo di lingua orale, con piccole quantità di documenti scritti.
Dopo le spartizioni della Polonia, la maggior parte delle terre baltiche si trovava sotto il dominio dell'Impero russo, dove veniva a volte proibito di mettere per iscritto documenti nelle lingue native, o addirittura usarle pubblicamente.
I gruppi baltici e slavi sono stati raggruppati da alcuni linguisti alle lingue balto-slave. Questa teoria si rifà agli studi dell'indoeuropeista August Schleicher ed è stata incoraggiata per motivi politici dall'Unione Sovietica, con l'intento di riunire anche linguisticamente le repubbliche sovietiche. Tuttavia, la divisione nei due gruppi già era avvenuta (grosso modo) tra il 1400 e il 160 a.C.

## Relazione con le altre lingue indoeuropee
Le lingue baltiche sono particolarmente interessanti per i linguisti perché mantengono molte caratteristiche arcaiche, che si ritiene fossero presenti nelle prime fasi della lingua protoindoeuropea.
I linguisti sono in disaccordo riguardo alla relazione delle lingue baltiche con le altre lingue della famiglia indoeuropea. Tali relazioni si ricavano con il metodo comparativo, che cerca di ricostruire la cronologia della divergenza di una lingua dall'altra nella fonologia e nel lessico. La parentela linguistica viene determinata generalmente dall'identificazione delle innovazioni linguistiche che sono in comune da due o più lingue.
Molte delle lingue baltiche estinte sono poveramente attestate, o non esistono neanche documenti scritti, e se ne conosce l'esistenza solo dalle registrazioni di antichi storici e dai nomi personali o di luogo; tutte le lingue baltiche (incluse quelle vive) furono messe per iscritto relativamente tardi nella loro presunta esistenza come lingua a sé. Questi due fattori si combinano con altri che hanno oscurato la storia delle lingue baltiche, portando a teorie che riguardano posizione di queste lingue all'interno della famiglia indoeuropea.
La maggior parte dei linguisti crede che le lingue baltiche si siano evolute dal protoindoeuropeo separatamente da altri gruppi linguistici.
Secondo la maggior parte degli scienziati, le lingue baltiche mostrano una stretta parentela con le lingue slave. Le opinioni sono comunque contrastanti, soprattutto se queste relazioni siano influenze dovute alla prossimità geografica.
Altri tipi di relazione di parentela sono stati postulati tra le lingue baltiche e altre lingue indoeuropee geograficamente più distanti come l'albanese, il daco e il tracio.